# 난매지
난매지(欒買之, ? ~ 기원전 118년) 또는 악매지(樂買之)는 전한 중기의 제후로, 개국공신 난열의 손자이다.

## 생애
건원 원년(기원전 140년), 아버지 난원지의 뒤를 이어 진양후(愼陽侯)에 봉해졌다.
원수 5년(기원전 118년), 백금을 주조한 죄로 기시되었고, 봉국은 폐지되었다.

## 출전
- 사마천, 《사기》 권18 고조공신후자연표
- 반고, 《한서》 권16 고혜고후문공신표

| 전임 아버지 진양정후 난원지 | 전한의 진양후 기원전 140년 ~ 기원전 118년 | 후임 (봉국 폐지) |